# Bogdan Khanenko
Bogdan Khanenko (en ukrainien : Богдан Іванович Ханенко ; 1848-1917) est un entrepreneur et mécène ukrainien, juge russe.

## Biographie
En 1871 fut diplômé de l'Université d'État de Moscou puis fit office de juge à St. Petersburg et Varsovie.

## Hommages
À la suite de l'importante donation faite par les époux, le Musée Khanenko prit leurs noms.